# David Gallagher
David Lee Gallagher (* 9. února 1985 New York) je americký herec.
Má dvě mladší sestry a dva mladší bratry. Jeho otec je irského původu, matka kubánského původu. V roce 2007 vystudoval University of Southern California. Již od dětství se hrál v reklamách, na stříbrném plátně debutoval v roce 1993 ve filmu Kdopak to mluví 3. Hrál také například ve snímcích Sám doma a bohatý 2: Vánoční přání (1998), Strážce tajemství (2001), The Quiet (2005), Boogeyman 2 (2008), Super 8 (2011) či In Your Eyes (2014). V televizi byla jeho nejvýznamnější rolí postava Simona Camdena v seriálu Sedmé nebe, kde působil v letech 1996–2006.

## Filmografie
| Rok       | Název                                                  | Role                     | Poznámky                                |
| --------- | ------------------------------------------------------ | ------------------------ | --------------------------------------- |
| 1993      | Kdopak to mluví 3                                      | Mikey Ubriacco           |                                         |
| 1995      | Buď on nebo my                                         | Stevie Pomeroy           | TV film                                 |
| 1996      | Summer of Fear                                         | Zack Marshall            | TV film                                 |
| 1996      | Bermudský trojúhelník                                  | Sam                      | TV film                                 |
| 1996      | Fenomén                                                | Al Pennamin              |                                         |
| 1996–2006 | Sedmé nebe                                             | Simon Camden             | 197 dílů                                |
| 1997      | Andělé                                                 | Kevin Harper             | TV film                                 |
| 1997      | Walker, Texas Ranger                                   | Chad Morgan              | díl: „Brainchild“                       |
| 1998      | Sám doma a bohatý 2: Vánoční přání                     | Ri¢hie Ri¢h              |                                         |
| 1999      | Rocket Power                                           | Oliver Van Rossum (hlas) | díl: „Super McVarial 900/Loss of Squid“ |
| 1999      | Thornberryovi na cestách                               | Ben (hlas)               | 2 díly                                  |
| 2000      | The New Adventures of Spin and Marty: Suspect Behavior | Marty Markham            | TV film                                 |
| 2001      | Strážce tajemství                                      | David                    |                                         |
| 2003      | Závody motokár                                         | Scott McKenna            |                                         |
| 2005      | The Quiet                                              | Brian                    |                                         |
| 2006      | Whisper of the Heart                                   | Seiji Amasawa (voice)    |                                         |
| 2006      | Sunday Morning                                         |                          | Video                                   |
| 2006-2009 | Vražedná čísla                                         | Buck Winters             | 3 díly                                  |
| 2007      | The Picture of Dorian Gray                             | Dorian Gray              | také producent                          |
| 2007      | Kriminálka Miami                                       | Rick Bates               | díl: „Dangerous Son“                    |
| 2007      | Freakin' Zombies, Man!                                 | Duke                     | Video                                   |
| 2007      | Boogeyman 2                                            | Mark                     |                                         |
| 2008      | Božská mrcha                                           | Paul Shapiro             | díl: „Ti, co přežili“                   |
| 2008      | Sběratelé kostí                                        | Ryan Stephenson          | díl: „On a ona“                         |
| 2008      | Beze stopy                                             | Jeff Ellis               | díl: „Jde do tuhého“                    |
| 2009      | Smallville                                             | Zan                      | díl: „Idol“                             |
| 2010      | Betwixt                                                |                          | TV film                                 |
| 2010      | The Deep End                                           | Kevin Mather             | díl: „An Innocent Man“                  |
| 2011      | Super 8                                                | Donny                    |                                         |
| 2011      | Trophy Kids                                            | Reid Davis               |                                         |
| 2011      | Upíří deníky                                           | Ray Sutton               | 2 díly                                  |
| 2012      | Myšlenky zločince                                      | Matt Moore               | díl: „The Wheels on the Bus“            |
| 2012      | Kriminálka Las Vegas                                   | Adam Kemp                | díl: „Měla vlasy samou loknu“           |
| 2012      | Kriminálka New York                                    | Marty Bosch              | díl: „Clean Sweep“                      |
| 2013      | Scared of the Dark                                     | Adam                     |                                         |
| 2013      | Second Generation Wayans                               | Jeremy Silverman         |                                         |
| 2014      | In Your Eyes                                           | Lyle Soames              |                                         |
| 2017      | Born and Missing                                       | Brian                    | TV film                                 |
| 2020      | S.W.A.T.                                               | Sawyer                   | díl: „Bad Cop“                          |